# David Bruce (acteur)
Pour les articles homonymes, voir Bruce et David Bruce.
Marden Andrew Mc Broom, dit Andy Mc Broom, né le 6 janvier 1914 à Kankakee (Illinois) et mort le 3 mai 1976 à Los Angeles (quartier d'Hollywood, Californie), est un acteur américain, connu sous le nom de scène de David Bruce.

## Biographie
Au cinéma, David Bruce apparaît dans cinquante-neuf films américains, les douze premiers sortis en 1940, dont L'Aigle des mers et La Piste de Santa Fe (tous deux avec Errol Flynn et réalisés par Michael Curtiz).
Suivent notamment Sergent York d'Howard Hawks (1941, avec Gary Cooper et Walter Brennan), Les Tigres volants de David Miller (1942, avec John Wayne et John Carroll), Les Amours de Salomé de Charles Lamont (1945, avec Yvonne De Carlo et Rod Cameron) et Les Aventures de don Juan de Vincent Sherman (1948, avec Errol Flynn et Viveca Lindfors). Son dernier film est Jungle Hell de Norman A. Cerf (avec Sabu et K. T. Stevens), sorti en 1956, après quoi il se retire.
Pour la télévision américaine, il contribue à seize séries entre 1950 et 1955, dont Cisco Kid (quatre épisodes, 1950-1951) et The Lone Ranger (trois épisodes, 1950-1955).
Andy McBroom est le père de l'auteur-compositeur-interprète et actrice Amanda McBroom (née en 1947). Il meurt d'une crise cardiaque en 1976, à 62 ans.

## Filmographie partielle

### Cinéma

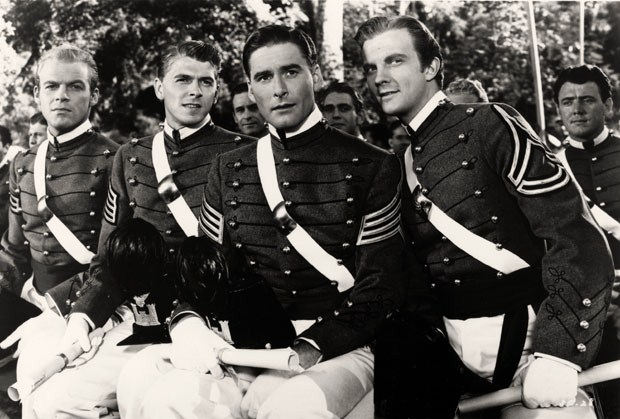
De g. à d. : David Bruce, Ronald Reagan, Errol Flynn et William Lundigan, dans La Piste de Santa Fe (1940)

- 1940 : L'Homme qui parlait trop (The Man Who Talked Too Much) de Vincent Sherman
- 1940 : L'Aigle des mers (The Sea Hawk) de Michael Curtiz : Martin Burke
- 1940 : Une dépêche Reuter (A Dispatch from Reuter's) de William Dieterle : Bruce
- 1940 : La Piste de Santa Fe (Santa Fe Trail) de Michael Curtiz : Philip Sheridan
- 1941 : Sergent York (Sergeant York) d'Howard Hawks : Bert Thomas
- 1941 : Le Vaisseau fantôme (The Sea Wolf) de Michael Curtiz : un jeune marin
- 1942 : Les Tigres volants (Flying Tigers) de David Miller : Lieutenant Barton
- 1943 : Gung Ho! de Ray Enright : Larry O'Ryan
- 1943 : Le Docteur de la mort (Calling Dr. Death) de Reginald Le Borg : Robert Duval
- 1943 : The Mad Ghoul de James P. Hogan : Ted Allison
- 1943 : Corvette K-225 de Richard Rosson et Howard Hawks : Lieutenant Rawlins
- 1944 : Caravane d'amour (Can't Help Singing) de Frank Ryan : Latham
- 1944 : Vacances de Noël (Christmas Holiday) de Robert Siodmak : Gerald Tyler
- 1944 : Escadrille de femmes (Ladies Courageous) de John Rawlins : Frank Garrison
- 1945 : Les Amours de Salomé (Salome Where She Danced) de Charles Lamont : Cleve
- 1945 : Penny cherche un père (That Night with You) de William A. Seiter
- 1945 : Deanna mène l'enquête (Lady on a Train) de Charles David : Wayne Morgan
- 1948 : Les Aventures de don Juan (Adventures of Don Juan) de Vincent Sherman : Comte D'Orsini
- 1950 : Young Daniel Boone (en) de Reginald Le Borg : Daniel Boone
- 1954 : La Terreur des sans-loi (en) (Masterson of Kansas) de William Castle : Clay Bennett

### Télévision
(séries)
- 1950-1951 : Cisco Kid (The Cisco Kid)
  - Saison 1, épisode 14 Wedding Blackmail (1950 - Bill Ryan) de Paul Landres, épisode 20 Haven for Heavies (1951 - Montana) de Paul Landres, épisode 23 Phoney Sheriff (1951 - Blackie) de Paul Landres, et épisode 24 Uncle Disinherits Niece (1951 - Bill Ryan) de Paul Landres
- 1950-1955 : The Lone Ranger
  - Saison 1, épisode 25 Le Trésor enfoui (Buried Treasure, 1950) de George Archainbaud : Roy Foster
  - Saison 2, épisode 11 Le Choix du banquier (Banker's Choice, 1950) : Stephen Lasher
  - Saison 4, épisode 47 Complot de meurtre (Framed for Murder, 1955) : John Carter